# 낢이 사는 이야기
《낢이 사는 이야기》는 대한민국의 만화가 서나래가 연재하고 있는 웹툰이다. 일상생활에서 공감할 수 있는 시시콜콜한 이야기들이 주된 소재이다. 주요 등장인물은 주인공인 낢, 가족인 엄마·언니·식이(동생)·아빠, 은근남 등이 있다. 네이버 만화에서 연재를 하였으나, 2004년부터 출시되었고, 2008년 12월 30일을 끝으로 시즌 1이 완결되었다. 2010년 9월 30일부터 2012년 5월 31일까지 시즌 2가 연재되었다. 2013년 4월 1일 시즌 3 예고편이 올라왔으며, 시즌 3가 2014년 1월 31일에 끝났다. 서나래 작가는 시즌 3에서 자신의 결혼 소식을 밝혀 화제가 되었으며, 5월 말에 결혼한다는 소식을 남기고 시즌 3를 마감했다. 2013년까지 여덟 권의 단행본으로 출시된 상태이다. 2015년 2월 18일부터 시즌 4 연재를 하고 있다.

## 시즌
| 시즌 | 연재 기간                         | 회수  | 회차          |
| ---- | --------------------------------- | ----- | ------------- |
| 1    | 2007년 1월 8일 ~ 2008년 12월 30일 | 220회 | 1화 ~ 220화   |
| 2    | 2010년 9월 30일 ~ 2012년 5월 31일 | 174회 | 221화 ~ 394화 |
| 3    | 2013년 4월 1일 ~ 2014년 1월 31일  | 86회  | 395화 ~ 480화 |
| 4    | 2015년 2월 18일 ~ 2015년 12월 2일 | 81회  | 481화 ~ 561화 |

## 단행본
- 《낢이 사는 이야기 1: 아침에 일어나면 열두 시》 ISBN 9788956432182(2006년), ISBN 9788992984638(2010년)
- 《낢이 사는 이야기 2: 내 방은 예전부터 쓰레기》 ISBN 9788992984348(2008년), ISBN 9788992984669(2010년)
- 《낢이 사는 이야기 3: 그 때 어디선가 들려오는 잔소리》 ISBN 9788992984850(2011년)
- 《낢이 사는 이야기 4: 방 꼴이 이게 뭐! 넌 천하의 게으름뱅이야》 ISBN 9788966210053(2011년)
- 《낢이 사는 이야기 2부 1: 인생의 거칠기가 사포의 그것과 같다》ISBN 9788984315129(2011년)
- 《낢이 사는 이야기 2부 2: 혼자 살다 갈 수도 있겠구나》ISBN 9788984315648(2012년)
- 《낢이 사는 이야기 2부 3: 그런 시절도 있었더랬다》ISBN 9788984316324(2012년)
- 《낢이 사는 이야기 2부 4: 하지만 언젠가 봄이 오리라》ISBN 9788984316935(2013년)